# エセル中田
エセル中田 (えせる なかだ、1934年2月9日 - ) は、日本のハワイアン歌手。愛称は「サコ」。

## 人物・経歴
嶋岡緋佐子として東京府東京市芝区白金に生まれる。五女の末娘で、小学校4年生の頃から、姉たちの影響でハワイアン音楽に親しむ。
1950年、清泉女学院在学中に、姉の美穂子、都栄子らとともに「嶋岡美穂子とクイーン・シスターズ」を結成。メンバーは、美穂子(スティール・ギター)、都栄子(ギター)、長澤途枝子(ギター。後の和田弘夫人)、緋佐子(ウクレレ、ヴォーカル)、加藤久子(ウクレレ)、日下部敦子(ベース)。
1952年、学習院大学に進学し、バッキー白片や大橋節夫に師事した。グループ活動の傍ら、ソロ・シンガーとしての活動を開始。
1953年、映画『ハワイの夜』(新東宝、1953年1月公開)で、岸恵子の歌の吹替を担当。
1956年、美穂子の結婚に伴い、グループ名を「嶋岡都栄子とクイーン・シスターズ」に変更。
1958年、東京芝浦電気からシングル「カイマナ・ヒラ」でソロ・デビュー。同年5月3日、ハワイの短波ラジオ番組「Hawaii Calls」に日本人として初出演。ハワイ・コールズをバックに現地でレコーディング。
1962年、二荒芳徳の長男で東芝音楽工業のレコーディング・ディレクターである二荒芳忠と結婚。
1993年、ハワイアン・ミュージックへの長年の貢献により、ハワイ州知事から表彰。

## ディスコグラフィー

### シングル
- エセル中田 / カイマナ・ヒラ c/w メ・カ・ナニ・カオ・カウポ (東京芝浦電気 JP-5012、1958.09。バックは大塚龍男とパーム・セレナーダス)
- エセル中田 / ブルー・ムー・ムー c/w ホノルル・ロックン・ロール (東京芝浦電気 JP-5014、1958.10。バックはウェブリー・エドワーズとハワイ・コールズ)
- エセル中田 / メレ・カリキマカ (ハワイのクリスマス) c/w ハワイのお正月 (東京芝浦電気 JP-5016、1958.11。バックは大塚龍男とパーム・セレナーダス)
- エセル中田 / 別れの磯千鳥 c/w ワッサ・マラ・ユー (東京芝浦電気 JP-5020、1959。バックはウェブリー・エドワーズとハワイ・コールズ)
- エセル中田 / 東京アロハ c/w ハワイの雨 (東芝音楽工業 JP-1071、1959。バックはポス宮崎とコニー・アイランダース)
- エセル中田 / 小さな竹の橋 c/w マリヒニ・メレ (東京芝浦電気 JP-5027、1960.01。バックは大橋節夫とハニー・アイランダース)
- エセル中田 / ダヒル・サヨ（英語版） c/w ワイ・カプ (東京芝浦電気 JP-5028、1960.01。バックはポス宮崎とコニー・アイランダース)
- エセル中田 / 愛の花サンパギータ c/w 南国の夜 (東京芝浦電気 JP-5033、1960.02。バックはポス宮崎とコニー・アイランダース)
- エセル中田 / ウクレレ・スタイルの恋 c/w ガチャ目の酋長さん (東京芝浦電気 JP-5035、1960。バックは大塚龍男とパーム・セレナーダス)
- エセル中田 / マウイ・ガール c/w フラの天国 (東芝音楽工業 JSP-7001、1960.06。バックは、A面がポス宮崎とコニー・アイランダース、渡辺晋とシックス・ジョーズ)
- エセル中田 / ウクレレ弾いて (東芝音楽工業 JP-1245、1961.04。バックは大塚龍男とパーム・セレナーダス。B面は富永ユキ「牧場の娘」)
- エセル中田 / バリバリの浜辺で（英語版） c/w 月の夜は (東芝音楽工業 JP-5059、1961.05。バックは、A面が大塚龍男とパーム・セレナーダス、B面がポス宮崎とコニー・アイランダース)
- エセル中田 / リトル・ブラウン・ガール c/w フキ・ラウ (東芝音楽工業 JP-5061、1961.06。バックは、A面がポス宮崎とコニー・アイランダース、B面が大塚龍男とパーム・セレナーダス)
- エセル中田 / 私のお星様 (東芝音楽工業 JP-1318、1961.12。バックは平岡精二クインテット＋弦。B面は岡崎宏「銀座の子守唄」)
- エセル中田 / マイナー・バード c/w スウィート・サムワン (東芝音楽工業 JP-5096、1962.02。バックは、A面が平岡精二クインテット、B面がポス宮崎とコニー・アイランダース)
- エセル中田 / ブルー・カルア c/w さよならは云わないで (東芝音楽工業 JP-5106、1962.06。バックは、A面が平岡精二クインテット、B面がポス宮崎とコニー・アイランダース)
- エセル中田 / カプリ島 c/w スウィート・ガーデニア・レイ (東芝音楽工業 JP-5107、1962.07。バックは、A面がポス宮崎とコニー・アイランダース、B面が大塚龍男とパーム・セレナーダス)
- エセル中田 / ただ君のため c/w 想い出の夜 (東芝音楽工業 JP-5131、1962.10。バックは平岡精二クインテット)
- エセル中田 / パーリー・シェルズ c/w ハワイ・タトゥー (東芝音楽工業 TP-1070、1965.05。バックは小林隆とブルー・ハワイアンズ)
- エセル中田 / エ・レイ・カ・レイ・レイ c/w プカ・プカ・パンツ (東芝音楽工業 TP-1294、1966.07。バックは小林隆とブルー・ハワイアンズ)
- エセル中田 / ワン・パドル・トゥ・パドル c/w ウィキ・ウィキ・マイ (東芝音楽工業 TP-2030、1968.07)
- エセル中田 / ひとりぼっちの夏 c/w パパイヤ畑の昼下がり (東芝音楽工業 TP-2178、1969.06)
- エセル中田・バッキー白片とアロハ・ハワイアンズ / カイマナ・ヒラ c/w ダヒル・サヨ (テイチク SN-1459、1974)
- エセル中田 / モーニンク・デュウ c/w ハナレイの月 (テイチク、1977.07)

### EP
- エセル中田 / カイマナ・ヒラ／ダヒル・サヨ／小さな竹の橋の下／別れの磯千鳥 (東芝音楽工業 TP-4039、1964。バックは小林隆とブルー・ハワイアンズ)
- エセル中田 / エ・レイ・カ・レイ・レイ／想い出はいつまでも／プカ・プカ・パンツ／ラハイナ・ルナ (東芝音楽工業 TP-4072、1966.07。バックは小林隆とブルー・ハワイアンズ)

### LP
- V.A. / ハワイアン・オール・スターズ (東京芝浦電気 JLP-1002、1958.05) *ポス宮崎とコニー・アイランダース、大橋節夫とハニー・アイランダース、大塚龍男とパーム・セレナーダスとの共同名義
- V.A. / ハワイアン・パラダイス (日本ビクター LV-34、1958。バックはポス宮崎とコニー・アイランダース)
- エセル中田 / エセル、ハワイで唄う (東京芝浦電気 JPO-1001(Mono)、1958.10。バックはウェブリー・エドワーズとハワイ・コールズ)
- エセル中田 / ハワイの月と海と砂: なつかしのハワイアン・メロディー集 (東京芝浦電気 JPO-1004、1959.05。バックは、大橋節夫とハニー・アイランダース、ポス宮崎とコニー・アイランダース、大塚龍男とパーム・セレナーダス)
- エセル中田 / 青い波、白い浜辺 (東京芝浦電気 JPO-1041、1960.05。バックは、ポス宮崎とコニー・アイランダース、大塚龍男とパーム・セレナーダス、渡辺晋とシックス・ジョーズ)
- エセル中田 / 浜千鳥: エセルの歌う日本メロディー集 (東芝音楽工業 JPO-1076、1961.03。バックは、大塚龍男とパーム・セレナーダス、ポス宮崎とコニー・アイランダース)
- エセル中田 / ハワイの花と星 (東芝音楽工業 JPO-1082、1961.05。バックは、ポス宮崎とコニー・アイランダース、大塚龍男とパーム・セレナーダス、ダニー飯田とパラダイス・キング、二期会合唱団)
- V.A. / 東芝ポップ・テン (東芝音楽工業 JPO-1084、1961.05) *森山加代子、坂本九、山下敬二郎、ダニー飯田とパラダイス・キング
- エセル中田 / 南国の夜 (東芝音楽工業 JPO-1097、1961.07。バックは、ポス宮崎とコニー・アイランダース、ジョージ松下とアイランド・キング、ウェブリー・エドワーズとハワイ・コールズ)
- エセル中田 / エセル、ハワイで唄う (東京芝浦電気工業 JSP-1015(Stereo)、1961.08。バックはウェブリー・エドワーズとハワイ・コールズ)
- エセル中田 / ポップス・イン・ハワイ (東芝音楽工業 JPO-1163(Mono)/JSP-3020(Stereo)、1962.04。バックはポス宮崎とコニー・アイランダース)
- エセル中田 / 青い星影のハワイ (東京芝浦音楽工業 JPO-1175、1962.05。バックは、大塚龍男とパーム・セレナーダス、平岡精二クインテット、ポス宮崎とコニー・アイランダース)
- エセル中田 / ザ・ベスト・オブ・エセル (東芝音楽工業 JLP-3003、1963.05。バック、ウェブリー・エドワーズとハワイ・コールズ、ポス宮崎とコニー・アイランダース、大塚龍男とパーム・セレナーダス、大橋節夫とハニー・アイランダース)
- V.A. / ハワイアン・フェスティヴァル (東芝音楽工業 TP-7002、1964.06) *大橋節夫、大塚龍男、小林隆、ジョージ松下、エセル中田、浜れい子との共同名義
- 森山加代子、山下敬二郎、エセル中田、坂本九 / 東芝ポップ・テン (東芝音楽工業 JPO-1084、1964.10)
- エセル中田 / ハワイアン・ゴールデン・ヒット: エセル中田のすべて (東芝音楽工業 TP-7172、1967.05。バックは、大橋節夫とハニー・アイランダース、ポス宮崎とコニー・アイランダース、大塚龍男とパーム・セレナーダス)
- 大橋節夫・エセル中田 / トップ・スター・イン・ハワイ (東芝音楽工業 TP-8037、1968.05。バックは大橋節夫とハニー・アイランダース)
- エセル中田 / これがハワイアンだ (東芝音楽工業 ECS-40148、1968.12)
- エセル中田 / ハワイ・コールズ・オブ・ジャパン (東芝音楽工業、1968.12)
- エセル中田・大橋節夫 / ハワイ (東芝音楽工業 TP-5013/4、196*。バックは大橋節夫とハニー・アイランダース)
- エセル中田・大橋節夫 / ハワイ (東芝音楽工業 TP-6097/8、196*。バックは大橋節夫とハニー・アイランダース)
- エセル中田、渚ゆう子、和田弘とマヒナ・スターズ / 魅惑のハワイアン・ムード (東芝音楽工業 TP-7313、1969)
- V.A. / ハワイアン・フラ (東芝音楽工業 TP-7687/8、1972)
- エセル中田 / ハワイアン・フラ・オールスターズ (東芝音楽工業、1973.05)
- エセル中田 / エセル、ハワイで唄う (東芝EMI ECP-60040、1974.05。バックはウェブリー・エドワーズとハワイ・コールズ) *再発
- エセル中田・バッキー白片 / ゴールデンコンビによるハワイの唄ベスト16 (テイチク SL-1205、1974.12)
- ニュー・カルア / その魅せられし人びと (日本ビクター PRC-30073、1975。ゲスト・シンガーとして参加)

### CD
- エセル中田 / ハワイアン・ゴールデン・ヒット: エセル中田のすべて (東芝EMI TOCT-5676/7、1992.06)
- エセル中田 / スーパー・セレクション (東芝EMI TOCT-8907、1995.05)
- エセル中田 / ジ・アザー・サイド・オブ・ハワイアン (東芝EMI TOCT-9477、1996.06)
- エセル中田 / ハワイアン・ブリーズ (東芝EMI TOCT-9886、1997.07)
- エセル中田&バッキー白片とアロハ・ハワイアンズ / ボーカル・コレクション(1) (テイチクエンタテインメント TFC-661、1998.10)
- エセル中田&バッキー白片とアロハ・ハワイアンズ / ボーカル・コレクション(2) (テイチクエンタテインメント TFC-662、1998.10)
- エセル中田 / ハワイアン・ドリーム: ベスト・オブ・エセル中田 (東芝EMI TOCT-24337/8、2000.04)
- エセル中田 / エセル、ハワイで唄う (東芝EMI TOCT-65429、2000.04)
- V.A. / スティール・ギター・ジャンボリー: ハワイアン・イン・ジャパン [戦後編] 1949-1967 (ビクター・エンターテインメント 2000.07)
- エセル中田、バッキー白片 / ゴールデンコンビによるハワイの歌ベスト20 (テイチクエンタテインメント TECE-25401、2003.05)
- エセル中田 / ニュー・ベスト (東芝EMI TOCT-11025、2005.08)
- エセル中田 / エセル、ハワイで唄う～青い波白い浜辺 (東芝EMI TOCT-11153、2005.09)
- エセル中田 / アロ・アロのレイ: エセル中田のトロピカル・ポエム (テイチクエンタテインメント TECH-23242、2011.08)